# Josef Alfons Wirth
Josef Alfons Wirth (geboren am 31. Oktober 1887 in Mühlheim an der Donau; gestorben am 3. September 1916 bei Beaumont-Hamel) war ein deutscher Maler und Zeichner.

## Leben und Werk
Wirth war das dritte von vier Kindern des Uhrmachers Anton Wirth und seiner Frau Maria Wilhelmine (geborene Wieser). Nach dem Besuch an der Volksschule wechselte er für ein Jahr an die gewerbliche Fortbildungsschule in Tuttlingen, wo seine Lehrer auf das Zeichentalent des Jungen aufmerksam wurden und den Eltern eine entsprechende Berufswahl nahelegten. So begann der 15-jährige im Herbst 1902 in Stuttgart eine Lithografenlehre.
1905, am Ende seiner Lehrzeit, entschloss sich Wirth gegen den existenzsichernden Beruf und bewarb sich erfolgreich an der Stuttgarter Kunstakademie. Dort besuchte er zunächst die obligatorische Zeichenklasse von Robert Poetzelberger und ab 1907 die Malklasse von Christian Landenberger, der sein Talent erkannte und förderte. In Landenbergers Klasse traf Wirth auf eine ganze Reihe ambitionierter Kunstschüler – Oskar Schlemmer, Gottfried Graf, Otto Meyer-Amden und Hermann Stenner –, mit denen er sich anfreundete und deren Bekanntschaft sich sichtbar auf seine künstlerische Entwicklung auswirkte.
Die Gemälde Wirths aus dieser Zeit zeigen die maltechnische Handhabung der Farbe zur Erfassung von Licht und Atmosphäre ganz im Sinne von Landenbergers Spätimpressionismus. Anders als seine Studienfreunde, die in die Kompositionsklasse von Adolf Hölzel und dessen begehrte Meisterateliers im Stuttgarter Schlossgarten wechselten, verließ Wirth die Akademie, und brach 1910 nach Berlin auf, um dort neue Anregungen und ein Auskommen als Künstler zu suchen. Wirths zeichnerisches Talent hatte sich früh an Tiermotiven erprobt, und so hoffte er offenbar, seine Begabung zur Erfassung der Psychologie des Tieres zu einem künstlerischen Markenzeichen entwickeln zu können. Doch schon nach wenigen Monaten zwang ihn seine schwierige materielle Lage zurück nach Stuttgart. Vergeblich bemühte sich Wirth jetzt um ein Stipendium für die Fortsetzung des Akademiestudiums, so dass er sich gezwungen sah, eine Anstellung als Kirchenmaler in Kirchheim unter Teck anzunehmen.
Im Spätjahr 1911 ergab sich für Wirth die Gelegenheit, zusammen mit Gottfried Graf eine längere Italienreise zu unternehmen und seine missliche Situation für einige Monate vergessen zu machen. Graf berichtet von „Studien in den Galerien und Museen in Florenz, Rom und Neapel“ und betont Wirths Konzentration auf ägyptische, frühgriechische und frühchristliche Kunst, die ihn „in seinem Streben nach Einfachheit und Strenge des Ausdrucks“ bestärkt hätten.
Bei der Rückkehr nach Stuttgart schloss sich Wirth erneut dem Kreis um Meyer-Amden und Schlemmer an, den im Sog der ersten Manifestationen abstrakter Kunst eine eminente Aufbruchsstimmung erfasst hatte. Eine neue Formensprache sollte die inneren Vorstellungswelt zum Ausdruck verhelfen, so wie es Kandinsky 1912 in seinem berühmt gewordenes Manifest Über das Geistige in der Kunst gefordert hatte, das unter den Stuttgarter Kunststudenten des Hölzelkreises begeisterte Aufnahme fand. Vor allem Meyer-Amden, dessen Einfluss auf Wirth in dieser Zeit immer deutlicher wird, forderte eine besondere innere Disposition zur Kunst, eine „Ästhetik der Existenz“, eine Mischung aus asketischem Lebenswandel und mystizistischer Kunstpraxis.
Wirth hat seine eigenen Ideen und Vorstellungen nicht aufgezeichnet, doch seine Arbeiten aus dieser Zeit zeigen sehr deutlich eine vollkommene Neuorientierung. Sie unterscheiden sich motivisch und stilistisch deutlich von dem, was Wirth vorher beschäftigt hat. Das Interesse an Tierdarstellungen verliert sich, und Wirth wendet sich konsequent dem Menschen, der figürlichen Konfiguration, als Thema zu. „Die ganze Zartheit seiner lyrisch-mystischen Veranlagung ward geweckt und fand Ausdruck in den Blättern mit seltsam visionären Formen,“ schreibt sein Freund Graf über diese Zeit.
Nachdem Meyer-Amden die Akademie verlassen und Stuttgart den Rücken gekehrt hatte, zeigen Wirths Arbeiten einen engeren Anschluss an die konstruktivistischen Arbeiten Schlemmers, der im Mai 1913 seinen „Neuen Kunstsalon am Neckartor“ gründete, der zwar nur für ein knappes Jahr Bestand hatte, aber neben der Arbeiten der Hölzelschüler erstmals in Stuttgart Bilder von Juan Gris, Georges Braque, Oskar Kokoschka, Franz Marc, Wassily Kandinsky oder Paul Klee präsentierte.
Heftige Auseinandersetzungen begleiteten diese Manifestationen avantgardistischer Kunst in Stuttgart. Auch Hölzel geriet als Akademielehrer unter Beschuss, weil er nach Auffassung seiner konservativeren Kollegen seine selbstbewussten Schülern nicht gebührend unter Kontrolle halten wollte. Wirth, der den „an diesen revolutionären Umtrieben lebhaften Anteil“ nahm, hat unter den dauernden Fehden und Querelen sichtbar gelitten und fand in Zavelstein bei Calw einen Rückzugsort von den Stuttgarter Turbulenzen. Gottfried Graf, der zu dieser Zeit mit dem 1913 nach Stuttgart gekommenen Johannes Itten eines der Hölzel-Ateliers teilte, erinnert sich, dass Wirth in dieser Phase den entscheidenden Schritt in seiner künstlerischen Entwicklung vollzog.
Grafs biografische Skizze deutet allerdings auch an, dass Wirth nicht die von ihm erhofften Fortschritte erreichen konnte: „in überaus strenger Selbstkritik“ habe er  die meisten seiner Studien vernichtet, „die ihm zur Grundlage größerer Durchführung hätten dienen sollen.“ Erneut zwingt ihn die materielle Not zurück nach Stuttgart, wo er sich um einen Broterwerb kümmern muss. Die geplante Rückkehr in den Schwarzwald verhinderte der Ausbruch des Ersten Weltkriegs.
Im August 1914 wurde Wirth als Ersatzreservist zum Grenadier-Regiment „Königin Olga“ eingezogen, in dem auch Oskar Schlemmer und Hermann Stenner dienten. Wirths Einheiten waren durchgängig an der Westfront in Frankreich eingesetzt. Nach einem längeren Lazarettaufenthalt wurde er zum Reserve-Infanterieregiment 119 versetzt. Bei einem Angriff der britischen 117. Infanterie-Brigade auf die deutschen Stellungen bei Beaumont-Hamel wurde Josef Alfons Wirth am 3. September 1916 durch einen Kopfschuss getötet und in einem Massengrab beigesetzt.
Den größten Teil seines künstlerischen Nachlasses bewahrt heute das Museum im Vorderen Schloss in Mühlheim an der Donau.